# Gennadiusz I
Gennadiusz I, gr. Άγιος Γεννάδιος (zm. 25 sierpnia 471 w Konstantynopolu) – wczesnochrześcijański pisarz i teolog, patriarcha Konstantynopola w latach 458–471.

## Życiorys
Zaraz po swoim wyborze na patriarchę, w roku 458 lub 459 napisał Pismo synodalne przeciw symonii, które dotrwało do naszych czasów w całości. Ponadto jego zachowana spuścizna literacka obejmuje fragmenty z komentarzy do Księgi Rodzaju i Listu do Rzymian. Posiadamy także (również we fragmentach) Pismo polemiczne przeciwko dwunastu anatematyzmom Cyryla, rozprawę Do Parteniosa oraz Pochwałę Listu do Flawiana.
Sam Gennadiusz wspomina o licznych Homiliach swego autorstwa, które jednak nie zachowały się.